# Deltote merta
Deltote merta is een vlinder uit de familie van de uilen (Noctuidae). De wetenschappelijke naam van deze soort is voor het eerst voorgesteld als Palindia merta door William Schaus in een publicatie uit 1901.
De soort komt voor in Costa Rica en Brazilië (Rio de Janeiro).